# پریاسمور
پریاسمور (به انگلیسی: Periyasemur) یک منطقهٔ مسکونی در هند است که در بخش ایرود واقع شده‌است. پریاسمور ۵۵٬۲۸۲ نفر جمعیت دارد.